# Keresztelő Szent János-templom (Kloštar Ivanić)
A Keresztelő Szent János ferences templom és kolostor Horvátországban, a Zágráb megyei, Kloštar Ivanić településen található, a horvát késő gótikus építészet, és a monumentális egyszerűség szép példája. A nagyméretű, egyhajós templom a legnagyobb, többé-kevésbé fennmaradt gótikus templom Horvátország kontinentális részén.

## Fekvése
A templom és a kolostor épületegyüttese Kloštar Ivanić központjában, a Szent János tértől keletre fekvő több hektáros területen található.

## Története
Az épületegyüttest Baretin Lukács zágrábi püspök építtette a 16. század elején gótikus stílusban. Az építés 1508-ban fejeződött be, azt Baretin püspök címere és az 1508-as évszám pontosan rögzíti. A püspök ferenceseket hívott ide, akiknek a korábbi kolostorát a 15. század közepén lebontották és a török elleni védelem céljából épített várhoz használták fel. A templom meglehetősen nagyméretű volt, megerősítve az itteni püspöki birtok fontosságát a püspökség többi birtokai között. A késő gótikus templom alaprajza azt mutatja
hosszúkás, téglalap alakú volt, hosszúsága 30 és szélessége l3 méter. Az északi fal külső oldalán öt támpillér, a déli falon pedig a kolostor folyosójának bejárata volt található. A déli
falat három biforáma tagolta, az északin pedig csak egy gótikus biforáma volt. A belső falon gótikus féloszlopok voltak profilozott alappal és a bordákhoz csatlakozó egyszerű oszlopfőkkel. A hajótér négy keresztboltozatos részre volt felosztva, a maga a szentély pedig szokatlanul nagy és hosszúkás volt, sokszögű záródással.  A 16. század közepén (1544-ben) a harcok miatt a ferenceseknek el kellett hagyni.
A templom és a kolostor többször is szenvedett károkat a török támadásoktól, a legnagyobb kár mégis a végvári katonaság vigyázatlanságából keletkezett tűzvészben érte 1572-ben, amikor teljesen leégett. Az épületegyüttest Ergelics Ferenc püspöksége idején, a 17. század első felében az 1639-ben visszahívott ferencesek hozták rendbe. A templom hajóját 1677-ben barokk stílusban építették át és új harangtornyot építettek. Az 1744-ben végzett barokk átépítés és megújítás során öt új oltár, új orgona épült, kicserélték az összes ablakot, az oltárokat újra aranyozták és új harangokat is kapott a templom. A kolostor épülete 1748-ban nyerte el mai formáját. 1772 és 1786 között a ferencesek általános iskolát, a 18. században pedig a ferences rendtartomány filozófiai és teológiai iskoláját vezették. 1774-ben Josip Weinacht zágrábi szobrászművész négy oltárt készített a templomba, melyeket a Rózsafüzér királynője, a 14 segítő szent, Assisi Szent Ferenc és Páduai Szent Antal tiszteletére szenteltek. 1728 és 1811 között a kolostorban gyógyszertár, Horvátország egyik legrégebbi gyógyszertára működött, amelyet a kolostor patikus testvére vezetett, míg a betegeket egy gondozó testvér ápolta. 1811 után egy gyógyszertári épületet emeltek a kolostor elé. Ezt az első világháború előtt lebontották és a Szent János templomtól északra új gyógyszertárat építettek, melyet a rend 1931-ben eladott. 
1817-ben a katonai felmérés során a templom 69 méter magas harangtornya háromszögelési pontként szolgált. A második világháború idején 1944-ben egy aknatámadás során a templom újra megsemmisült, és ezt követően sajnos az állam nemtörődömsége miatt nem építették újjá. A javítás lehetetlensége miatt az évek során a tető beomlott, a belső tér megrongálódott, istentisztelet nem volt végezhető benne. Sokáig tető nélkül állt. Újjáépítése az 1980-as évek végén kezdődött és lényegében még ma is tart. Berendezésének tárgyait, felszerelését, köztük értékes festményeket, aranyozott és ezüsttárgyakat, kelyheket, úrmutatókat, füstölőket részben a kolostorban, részben a plébániatemplomban megőrizték, így azok megmenekültek a pusztulástól.

## Leírása
Az egyhajós Keresztelő Szent János templom a legnagyobb, aránylag jó állapotban fennmaradt gótikus templom Horvátország kontinentális részén. Belső terének hosszúsága 43,8 méter. A templom a kolostorkomplexum északi oldalán helyezkedik el és egyúttal az épületegyüttes északi szárnyát képezi, míg a másik három szárny a kolostor épületéből áll. Úgy tűnik, hogy a nyugati szárnyat később kibővítették, mert a templom hajójának délnyugati támpillére részben a nyugati szárny új részébe van beépítve. A szentély déli oldalán, a kolostorral való találkozásánál áll a hatalmas harangtorony. A barokk stílusban épült harangtorony eredetileg barokk toronysisakot kapott, amelyet később neogótikus váltott fel. A neogótikus toronysisak tetejét 1968-ban az összeomlás veszélye miatt el távolították.
A templom jól kiégetett középkori téglából épült. A portál- és ablakkeretek, a féloszlopok, a konzolok, a diadalív, a boltozatok bordái és egyéb részletek homokkőből készültek. Az alapokat faragott kőből rakták. 
A templom elég magas. A szentély magassága 16 m, de a hajó még ennél is magasabb. Kívül a szentély és a hajó falai azonos magasságúak. A nagy magasság miatt az ablakok is magasak. Összesen öt van a szentélyzáródásban, és mé gegy a szentély déli falában, amely a kolostor területére néz. Egy további ablakot a harangtorony lépcsőjének közvetett megvilágítása miatt, vagy formai okokból helyeztek el. A hajónak a déli falon három ablaka van, olyan magasra állítva, hogy a kolostor folyosójának tetejére nézzen. A hajó északi falán egy másik ablak van teljes magasságban, mely ma be van falazva, és egy másik a homlokzat nyugati falában, a portál felett, részben barokkizálva. Minden ablak háromrészes, és csúcsíves szemöldökkel rendelkezik. 
A szentély boltozatának két keresztboltozatos mezője van csillag alakú záródással. A szentélyben a konzolokon kör keresztmetszetű féloszlopok vannak, melyek a boltozat bordáit hordozzák. A hajó gótikus boltozatát régebben szintén féloszlopok tartották, de kissé gazdagabb profilúak, mint a szentélyben lévők. A hajó eredeti boltozatáról semmit sem tudunk. A keskeny és magas diadalív folyamatosan ível az aljától a tetejéig, profilozása gyakori a 15. századi kolostorépítészetben. A nyugati homlokzat portálja a cseh reneszánsz jellegzetességeivel kapcsolható össze. A portál négyszögletes keretben félköríves szemöldökben végződik. Profilozása nagyon lapos, közel áll a klasszikus reneszánsz formákhoz. A nyugati portál kőtömbjein csak egy kőfaragó jelét találjuk, ami azt jelentené, hogy a templomnak ezt a fontos elemét egyetlen kőfaragó faragta ki. A nyugati portál felett látható Baratin püspök címere az 1508-as évszámmal. 
A harangtorony első emeleti bejárata félkörös szemöldökkel ellátott kerettel és ferde éllel rendelkezik. A harangtorony gótikus falát csúcsíves ablakokkal törték át. A barokk korban a harangtornyot egy második emelettel emelték meg, melyre barokk toronysisakot építettek, amelyet később ismét neogótikus formával váltottak fel. Felső három emeletnek a szokásos téglalap alakú ablaka van. Tekintettel a gyors török előretörésre valószínűleg ez az utolsó nagy gótikus szakrális épületek egyike Horvátországban, amely úgy-ahogy fennmaradt, és amely helyreállítása után horvát művészettörténet és építészet egyik büszkesége.

## A kolostor könyvtára
A jelenlegi nagyon értékes könyvtár kezdetei azokba a napokba nyúlnak vissza, amikor a ferencesek 1639-ben visszatértek Kloštar Ivanićba. A könyvtár hűen tükrözi a ferencesek ezen a területen végzett tevékenységét. Kötetei teljesen össze vannak írva és megfelelően katalogizáltak. 1999-ben szimpóziumot rendeztek róla, és ennek a szimpóziumnak a dokumentumait "A kloštar ivanići ferences kolostor könyvtára" címmel tették közzé.
A könyvtár ma mintegy 5000 kötettel rendelkezik. Közöttük három ősnyomtatvány, köztük egy nagyon ritka német példány. Ezen kívül a könyvtárban mintegy 150 könyvritkaság található horvát, és több száz idegen nyelven. Különösen gyógyszerészeti és orvosi szakirodalmával tűnik ki, mert 1728 és 1931 között a ferencesek gyógyszertárat vezettek, mely Horvátország egyik legrégebbi gyógyszertára volt. A mai helyi gyógyszertár ennek a gyógyszertárnak az utóda.